# A Brokedown Melody
A Brokedown Melody – film dokumentalny z 2004 roku, poświęcony surfingowi, który wyreżyserował Chris Malloy, a w główną rolę wcielił się muzyk Jack Johnson.
Johnson i Matt Costa byli twórcami soundtracku filmu.

## Soundtrack
A Brokedown Melody to kompilacyjny album zainspirowany filmem z 2006 roku o tym samym tytule, nakręconym przez Jacka Johnsona. Ukazał się nakładem wytwórni Brushfire Records i składał się z piosenek różnych artystów, począwszy od Johnsona i Matta Costa, przez Douga Martscha, na Eddie Vedderze z Pearl Jam skończywszy.

### Lista utworów
1. "The Cave" (Culver City Dub Collective)
2. "Breakdown" (wersja filmowa) (Jack Johnson)
3. "Know How" (Kings of Convenience)
4. "We Need Love" (Johnny Osbourne)
5. "Transfiguration" (M. Ward)
6. "Let it be Sung" (Jack Johnson, Matt Costa i Zach Gill)
7. "Goodbye" (Eddie Vedder)
8. "Needles in my Eyes" (Beta Band)
9. "Heart (Things Never Shared)" (Doug Martsch)
10. "The Road" (Matt Costa)
11. "Vuelvo Al Sur" (Astor Piazzolla)
12. "Home" (Jack Johnson)